# Sporrlärka
Sporrlärka (Chersomanes albofasciata) är en fågel i familjen lärkor inom ordningen tättingar. Den förekommer i torra områden, framför allt i södra Afrika men isolerat även i norra Tanzania. Arten minskar i antal, men beståndet anses vara livskraftigt.

## Utseende och läte
Sporrlärkan har karakteristiskt böjd näbb, upprätt hållning och en diagnostisk kort vitspetsad stjärt. Fjäderdräkten varierar geografiskt, men den är alltid ljusare på strupen än resten av undersidan, som kan vara allt ifrån beige- till rostfärgad. Östliga fåglar är mörkare än de i väst. Sången består av en darrande drill, "trrrri-trrri-trrri-trrri".

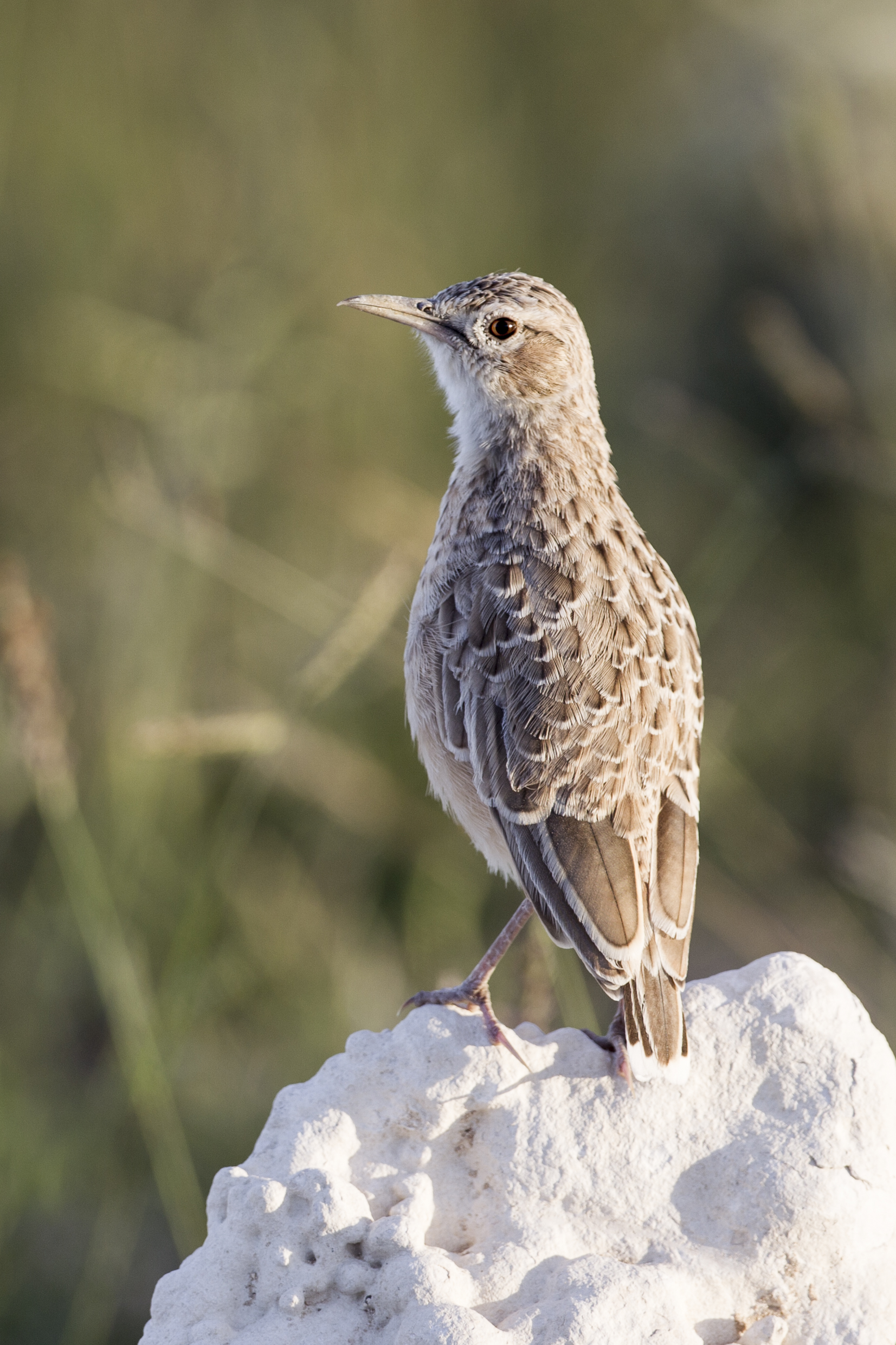
i Namibia

## Utbredning och systematik
Sporrlärka förekommer framför allt i södra Afrika, med ett isolerat bestånd i Tanzania. Den delas in i tio underarter med följande utbredning:
- Chersomanes albofasciata obscurata – förekommer i sydvästra, centrala och östra Angola
- Chersomanes albofasciata boweni – förekommer i nordvästra Namibia (Cunene till Swakopmund, Usakos och Karibib)
- Chersomanes albofasciata erikssoni – förekommer i norra Namibia (Ovamboland och Outjo)
- Chersomanes albofasciata arenaria – förekommer i södra Namibia och nordvästra Sydafrika (norra Kapprovinsen)
- Chersomanes albofasciata kalahariae – förekommer i västra och södra Botswana och nordcentrala Sydafrika
- Chersomanes albofasciata barlowi – förekommer i östra Botswana
- Chersomanes albofasciata albofasciata – förekommer i sydöstra Botswana och centrala Sydafrika
- Chersomanes albofasciata garrula – förekommer i västra Sydafrika (västra Kapprovinsen)
- Chersomanes albofasciata macdonaldi – förekommer i södra Sydafrika (södra och östra Karoo)
- Chersomanes albofasciata alticola – förekommer i nordöstra Sydafrika

Vissa inkluderar arushalärkan (Chersomanes beesleyi) men denna urskiljs allt oftare som egen art.

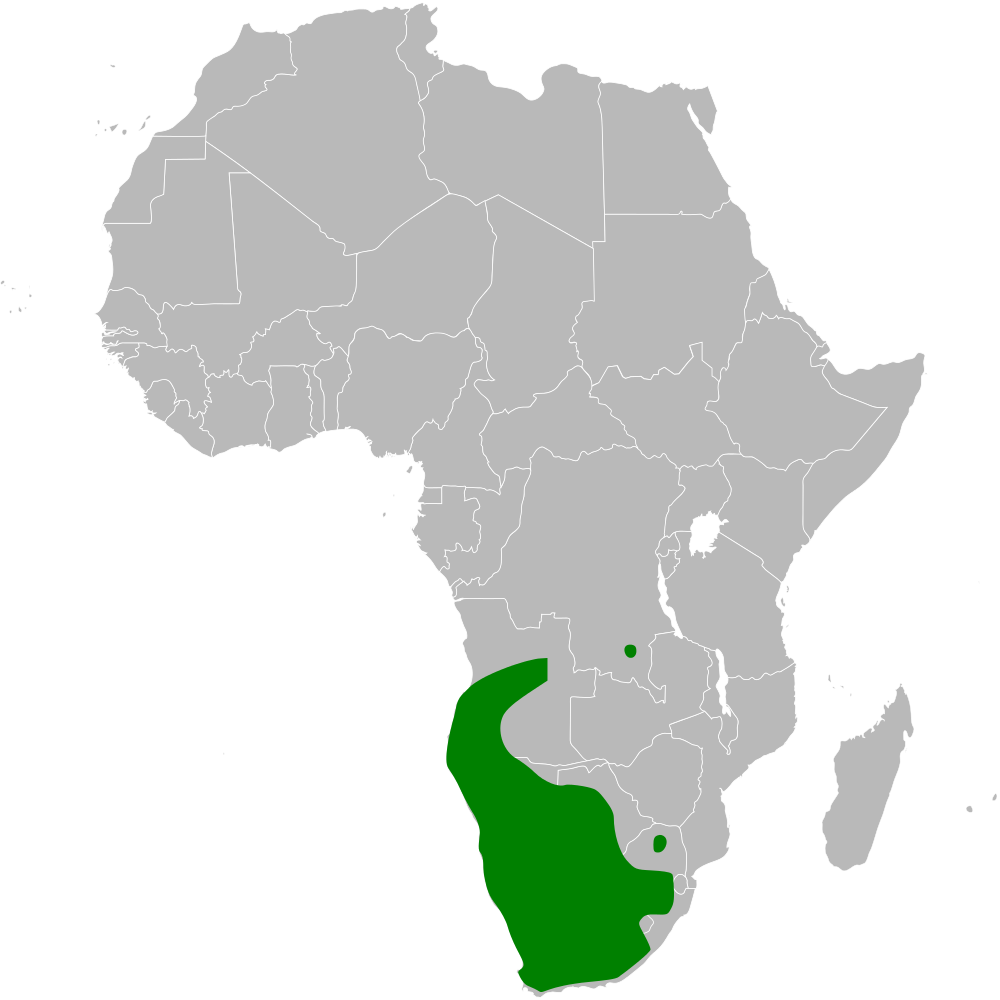

## Levnadssätt
Sporrlärkan hittas i öken, halvöken och gräsmarker. Den födosöker efter ryggradsklösa djur och frön i öppet landskap med låga buskar. Arten är social och ses oftast i grupper om tre till tio fåglar. När den tar till vingarna är flykten påtagligt låg, studsande och kort – ofta landar den plötsligt på marken redan efter tio till 50 meter.

## Status
IUCN kategoriserar arten som livskraftig. Den tros minska i antal till följd av jordbruksmarkers utvidgning, men anses fortfarande vara vanlig i vissa områden. Notera dock att IUCN inkluderar arushalärkan i bedömningen.